# Les Joueurs de football (Gleizes)
Pour les articles homonymes, voir Les Joueurs de football.
Les Joueurs de football est une peinture à l'huile sur toile cubiste de salon peinte par l'artiste français Albert Gleizes en 1912-1913. Elle est aujourd'hui conservée à la National Gallery of Art, à Washington DC.

## Contexte
Les Joueurs de football (1908) d' Henri Rousseau marquent l'émergence des événements sportifs comme sujet artistique. Jean Metzinger peint Au vélodrome (1911-1912, Collection Peggy-Guggenheim ; Umberto Boccioni, Dynamisme d'un cycliste (1913, Collection Peggy Guggenheim) et Dynamisme d'un footballeur (1913, Museum of Modern Art). Robert Delaunay travaille sur une série de scènes de rugby de 1912 à 1913, puis de nouveau en 1924. André Lhote peint le sujet à plusieurs reprises, entre 1917 et 1937,.
Dans les tableaux de Gleizes comme dans ceux de Delaunay, l'identification avec le football a souvent été faite, cependant, le ballon est ovale et les mains sont utilisées, identifiant clairement le sujet de ces œuvres comme des représentations de matchs de rugby.
La première compétition de rugby a eu lieu en 1892 sous la forme d'un championnat unique entre deux équipes basées à Paris, le Racing Club de France et le Stade Français. Le rugby est joué aux Jeux olympiques de 1900 de Paris. La France remporte la médaille d'or de la première épreuve de rugby aux Jeux olympiques. Le Racing Club accède à la finale du championnat le 31 mars 1912. La France rejoint une compétition internationale en 1910 et invente le terme « Tournoi des Cinq Nations », un terme qui durera presque tout le siècle. Le 1er janvier 1913, lors du match France-Écosse, les spectateurs se jettent sur l'arbitre pour manifester leur mécontentement. La police montée est obligée d'intervenir en chargeant. Cet incident violent conduit le secrétaire de la Fédération écossaise de rugby à déclarer : « Si le jeu ne peut être joué que sous la protection de la police ou de l'armée, il ne vaut pas la peine d'être joué ». À la suite de ces incidents, l'Écosse refuse d'affronter la France lors du tournoi des Cinq Nations 1914. La France est implicitement exclue des tournois ultérieurs, mais la Première Guerre mondiale ne permet pas l'application de cette exclusion.
Les œuvres de Rousseau, Metzinger, Gleizes, Delaunay, Boccioni (et plus tard Lhote), consacrées au sport, reflètent l'enthousiasme pour le sport qui fascine l'esprit français de l'époque. Romain Rolland décrit la génération de la Belle Époque comme « passionnément amoureuse du plaisir et des jeux violents » dans son roman Jean-Christophe paru en 1912-1913. L'historien de l'art Daniel Robbins écrit :

« Le rôle du sport d’équipe, notamment dans le contexte d’une participation de masse, reflète un autre intérêt des artistes de Passy. Jacques Nayral fut occasionnellement journaliste sportif (cf. L'Action Nouvelle, 25 février 1914) et amateur (comme Delaunay) de courses à pied et à vélo. Les Joueurs de Football de Gleizes datent de la même année que l'équipe de Cardiff de Delaunay. »

## Histoire
Les Joueurs de football est exposé au Salon des Indépendants de Paris en mars-mai 1913 (n° 1293), puis de septembre à décembre 1913, au premier Salon d'automne allemand de Berlin (n° 147). La peinture est présentée aux Galeries Dalmau à Barcelone du 29 novembre au 12 décembre 1916 (n° 31), dans le cadre de la première exposition personnelle de Gleizes. Elle est à nouveau exposée aux Galeries Dalmau du 16 octobre au 6 novembre 1926 (n° 7).
Les Joueurs de football sont confiés par l'artiste aux Galeries Dalmau en 1916. Intitulé Jugadors de Futbol, le tableau est reproduit dans la revue catalane d'avant-garde L'Amic de les arts en novembre 1926. La légende comprend l'inscription Collection Joseph Dalmau.
Le tableau est acheté à la famille Dalmau entre 1953 et 1955 par Stephen Hahn et The Sidney Janis Gallery ; il est vendu en 1955 à Nelson Rockefeller. Par la suite, l'œuvre est vendue à la galerie Marlborough-Gerson à New York et achetée en mai 1970 par la National Gallery of Art (NGA), à Washington DC .

## Description et style

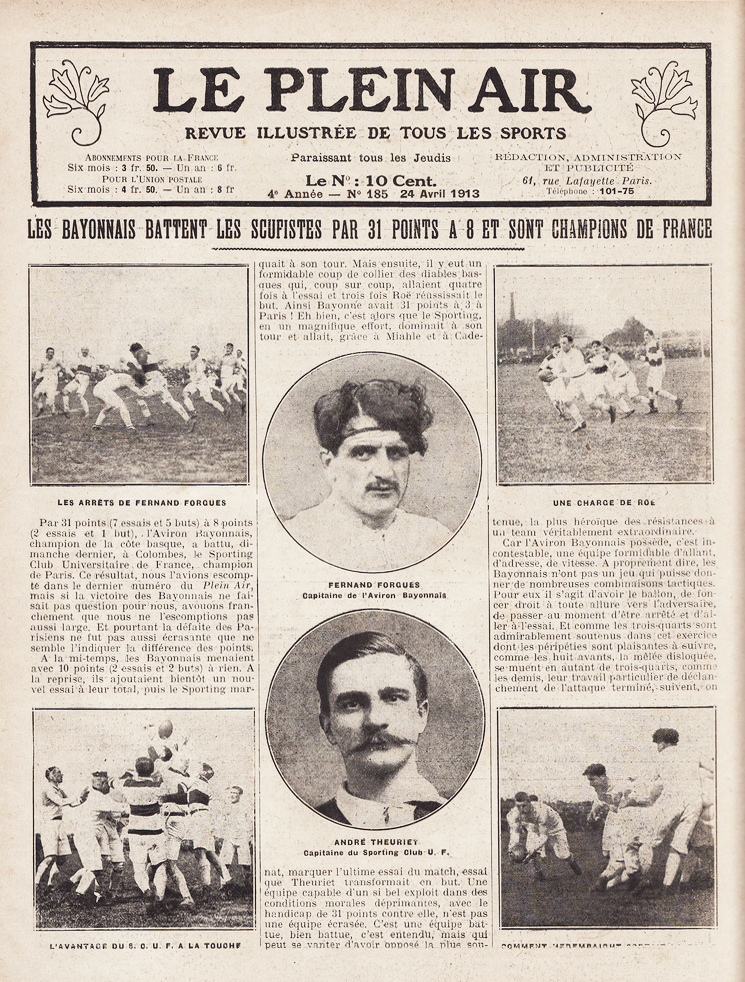
Le Plein Air, Revue illustrée de tous les sports, 24 avril 1913.

Les Joueurs de football est une grande peinture à l'huile sur toile aux dimensions de 225,4 × 183 cm, signée et datée « Albert Gleizes 1912–13 »    en bas à gauche. Après au moins une esquisse préliminaire, Albert Gleizes commence à travailler sur ce tableau en 1912 et le termine avant de l'exposer au Salon des Indépendants, en mars 1913.
S'éloignant de ses œuvres quasi monochromes de 1910 et 1911, Gleizes utilise un large éventail de couleurs primaires, de gris, de tons de terre et d'ombres.
Contrairement aux sujets préférés de Pablo Picasso et de Georges Braque (par exemple, les natures mortes ou les guitaristes), Gleizes représente une vaste scène, combinant un événement sportif avec un paysage semi-urbain ou industriel en arrière-plan.
Comme sujet principal de cette œuvre, il a choisi de représenter un groupe de six ou sept joueurs de rugby à XV. L’action et le contact entre les joueurs sont palpables. Deux des hommes tiennent le joueur avec le ballon (maillot bleu) comme si un tacle était imminent. En contraste avec la violence imminente du sport, Gleizes a peint des fleurs ainsi que des formes cubiques en bas à droite du tableau. En bas à gauche se trouve un homme, peut-être un joueur tombé, tenant ce qui semble être un objet de forme ronde dans sa main. Les spectateurs sont visibles en haut à droite, tandis qu'à gauche, en arrière-plan, il a peint une ville, un pont et des nuages ou de la fumée.
La riche juxtaposition de divers éléments présents dans l'ouvrage est liée dans un langage cubiste par une grille imbriquée de lignes diagonales, de facettes, de plans et de sphères qui se croisent.

## Analyse

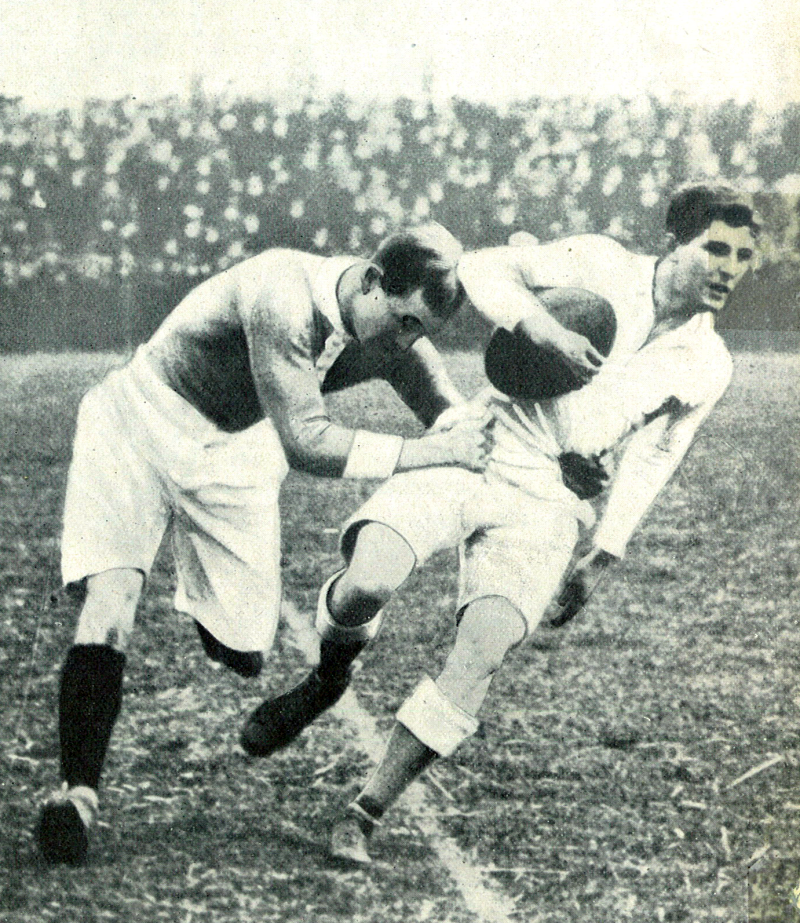
Cyril Lowe plaqué par Jacques Dedet lors du match France-Angleterre de 1913.

Peint dans le cadre d'un débat en cours sur les vertus du cubisme et du futurisme, Les Joueurs de football est un parfait exemple du désir de l'artiste de concilier le problème de la représentation du sujet à partir de différents points de vue simultanément et/ou dans des étapes successives de mouvement (à la fois le déplacement physique d'un objet et le mouvement de la pensée). Selon l'historien de l'art Peter Brooke, Albert Gleizes explore le mouvement des sujets en mouvement « avec le sens du mouvement qui peut être excité chez le spectateur en utilisant des moyens purement picturaux ». Brooke poursuit : « Le drame peut être vu exprimé très clairement dans le tableau de Gleizes Les Joueurs de football, dans lequel une construction picturale très puissante est minée par l'idée de mouvement agressif, très rare chez Gleizes, véhiculée dans les gestes figés du sujet, les joueurs de football ».
D'un point de vue stylistique, Les Joueurs de football  illustrent le principe de perspective mobile énoncé dans Du "Cubisme", écrit par Gleizes lui-même et le peintre français Jean Metzinger. Guillaume Apollinaire mentionne l'œuvre dans un article intitulé « Le Salon des indépendants », publié dans L'Intransigeant du 18 mars 1913, puis dans A travers le Salon des indépendants, publié dans Montjoie ! , Numéro Spécial, 18 mars 1913 :

« Avec ses Joueurs de football, Albert Gleizes a fait un pas énorme. C'est sa toile la plus variée et la plus colorée. Je vois encore dans la partie supérieure une fumée désagréable et lourde, mais la composition est nouvelle, diverses. Gleizes s'est lancé dans une composition ambitieuse qu'il a magistralement arrangée. Le sujet est revenu sur la toile et je ne suis pas du tout fier d'avoir prédit le retour de ce qui constitue le fondement même de l'art pictural. Cet Élan vital constitue le sujet de la toile de Gleizes.
L'Oiseau bleu, la grande composition poétique de Metzinger est l'œuvre la plus importante peinte par cet artiste très discuté. Il est difficile d'exprimer en quelques lignes et sans méditation préalable toute l'invention, toute la féérie de cette œuvre bien peinte.
On ne peut plus dire, désormais, que le cubisme est triste, mais plutôt gala, noblesse, mesure et audace. »

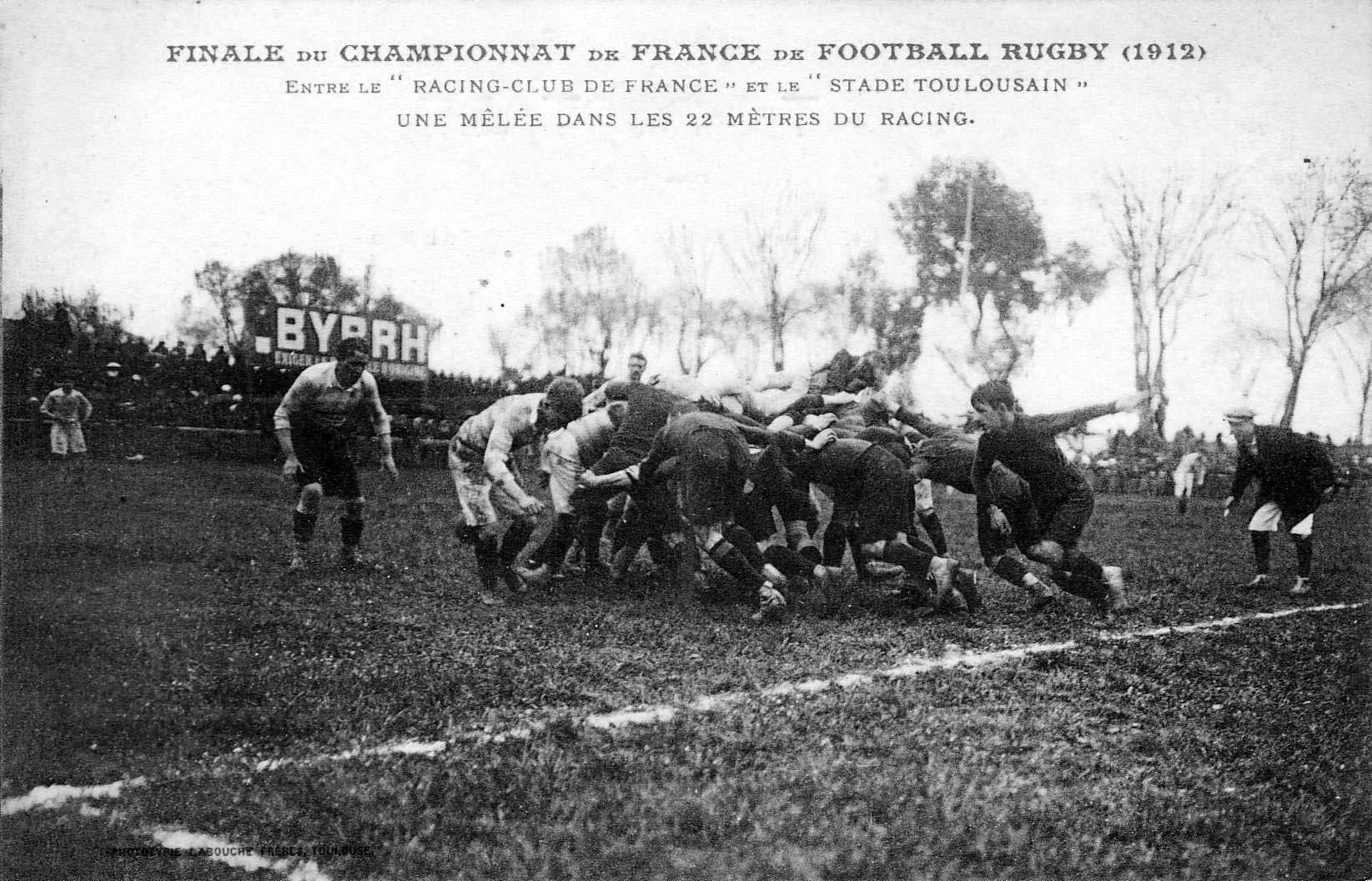
Mêlée aux 22 mètres de course lors de la finale du championnat de France de rugby à XV 1911-1912 entre le Racing club de France et le Stade toulousain.

Les Joueurs de football témoigne de l'étroite association de Jean Metzinger et Albert Gleizes, et de leur conviction sociale, culturelle et philosophique commune selon laquelle la peinture représente plus qu'un aperçu fugace du monde dans lequel ils vivent, qu'en effet, en montrant simultanément de multiples facettes d'un sujet capturées à des intervalles successifs dans le temps, une image plus vraie et plus complète émergerait.
Les Footballeurs illustrent également la liberté générale de l'artiste d'interpréter le sujet sans produire de ressemblance photographique ou de représentation « réaliste » d'un objet ou d'un événement. Pour Metzinger et Gleizes, une telle représentation n’est qu’une convention arbitraire. Dans le monde de l’expérience, les choses ne sont pas statiques, mais en mouvement constant. Les objets sont rarement vus d’un seul point de vue, et l’acte de perception s’accompagne systématiquement d’un ensemble d’émotions et de pensées. La vie n’est pas une expérience « purement rétinienne »

## Expositions
- 1913, 29e Exposition, Société des Artistes Indépendants, Paris, mars-mai 1913, n° 1293
- 1913, Erster Deutscher Herbstsalon, Berlin, septembre-décembre, no. 147
- 1916, Galeries Dalmau, Barcelone, 29 novembre – 12 décembre (n° 31)
- 1926, Galeries Dalmau, Barcelone, 16 octobre – 6 novembre (n° 7)
- 1955, Nouveautés de France, Galerie Sidney Janis, New York
- 1964, Albert Gleizes 1881–1953 : une exposition rétrospective, Musée Solomon-R.-Guggenheim, New York ; Musée national d'Art moderne, Paris ; Museum am Ostwall, Dortmund, 1964-1965, n° 40 (cat. New York) et n° 18 (cat. Dortmund)
- 1969, Art du XXe siècle de la collection Nelson Aldrich Rockefeller, Museum of Modern Art, New York, catalogue non numéroté
- 1970, L'époque cubiste, Musée d'Art du comté de Los Angeles ; Metropolitan Museum of Art, New York, 1970-1971, n° 98, pl. 63
- 1978, Aspects of Twentieth-Century Art, National Gallery of Art, Washington, DC, 1978-1979, n° 14, reproduction
- 1988, Stationen der Moderne : Die beeutenden Kunstausstellungen des 20. Jahrhunderts in Deutschland, Martin-Gropius-Bau, Berlin, 1988-1989, n° 11. 3/18, reproduction
- 2001, Albert Gleizes : Le cubisme en majestad, Musée Picasso, Barcelone ; Musée des Beaux-Arts, Lyon, n° 37, reproduction.
- 2002, L'avant-garde dans l'art danois et européen 1909-19, Statens Museum for Kunst, Copenhague, 2002-2003, n° 24, repro.
- 2008, Le Futurisme à Paris : une avant-garde explosive, Centre national d'art et de culture Georges-Pompidou, Paris ; Écuries du Quirinal, Rome ; Tate Modern, Londres, 2008-2009, non. 59, repro. (présenté uniquement à Paris)
- 2012, Der Sturm – Zentrum der Avantgarde, Musée Von-der-Heydt, Wuppertal, catalogue non numéroté, repro.
- 2018-2019, Le cubisme, 17 octobre 2018 – 25 février 2019, Galerie 1, Centre Pompidou, Musée National d'Art Moderne, Paris. Kunstmuseum (Bâle), 31 mars – 5 août 2019 [16]

## Œuvres connexes

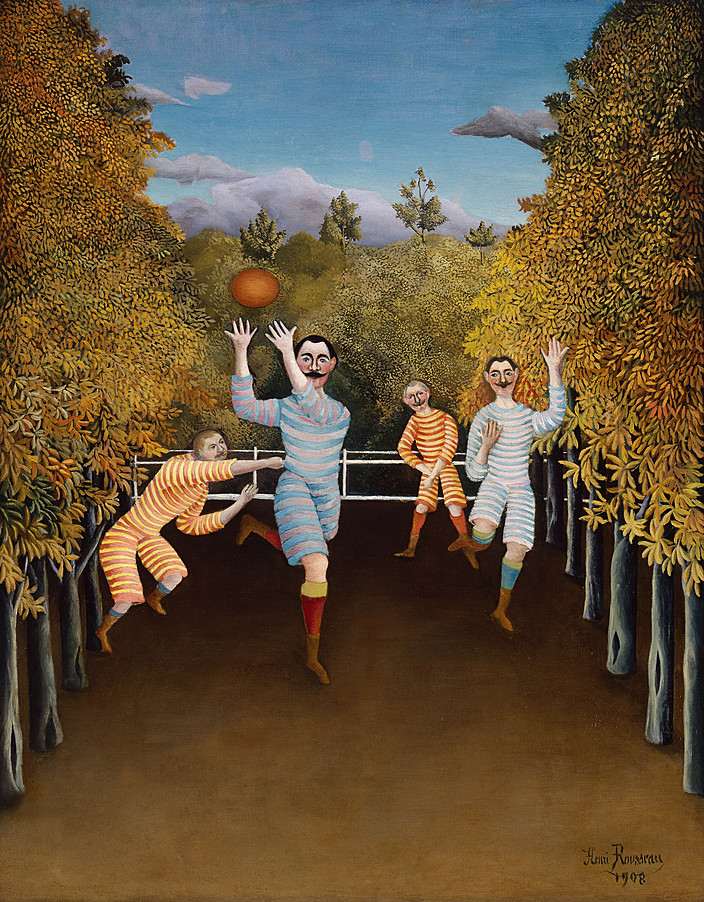
Henri Rousseau, Les joueurs de football, 1908, huile sur toile, 100,5 × 80,3  cm, musée Solomon-R.-Guggenheim
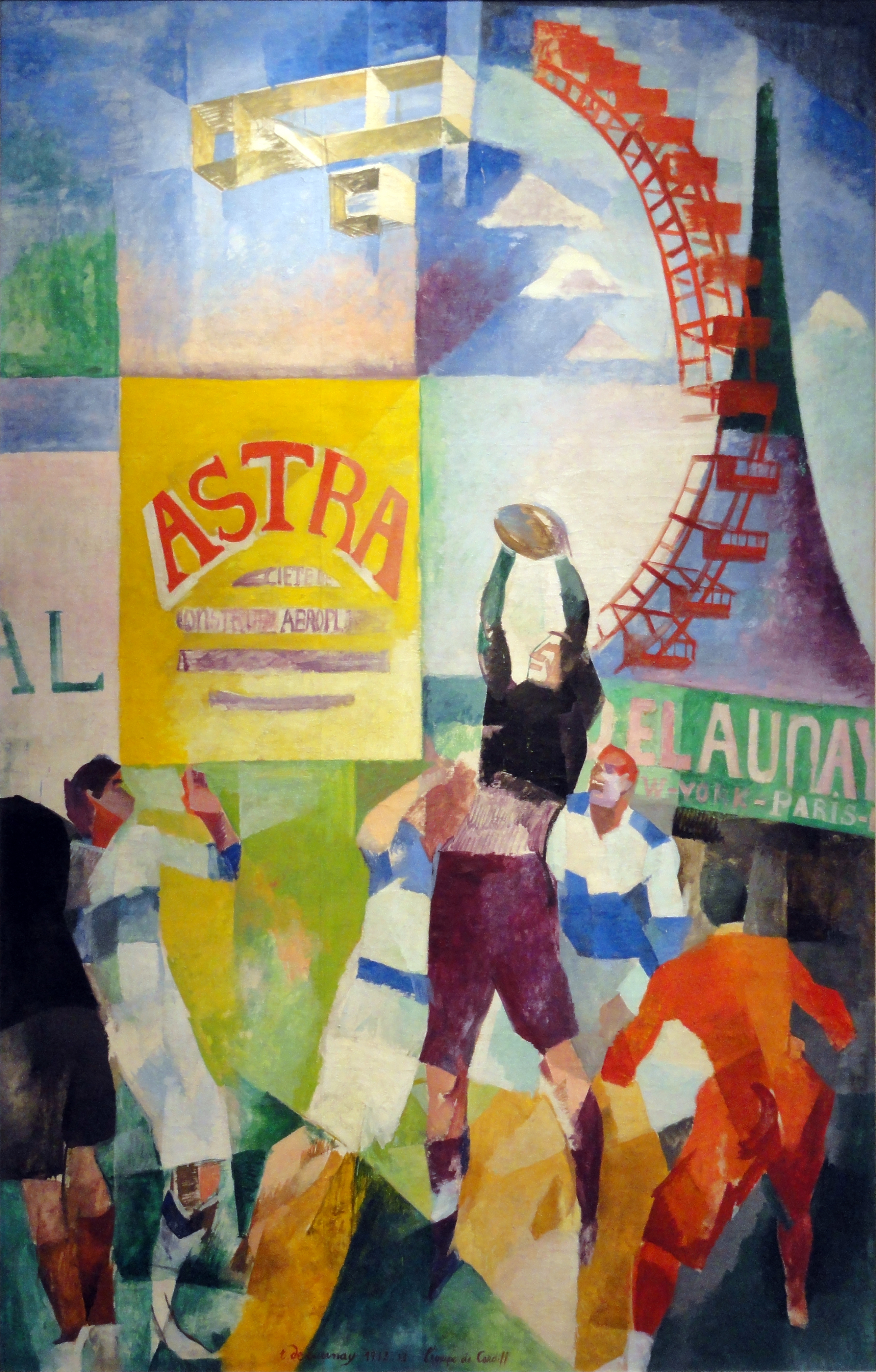
Robert Delaunay, 1913, L'Équipe de Cardiff, huile sur toile, 326 × 208 cm, Musée d'Art moderne de Paris
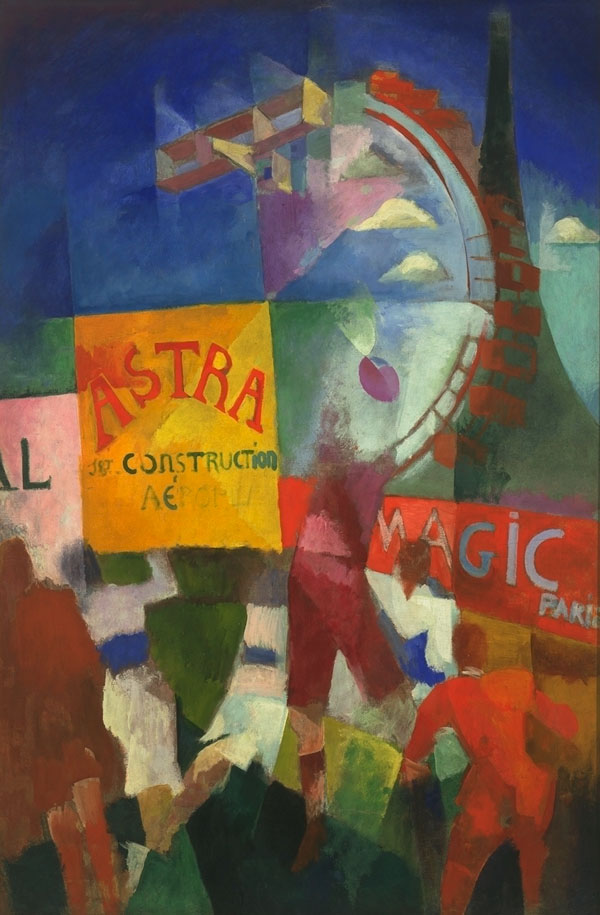
Robert Delaunay, 1913, L'Équipe de Cardiff, huile sur toile, 195 x 132 cm Musée Van Abbe, Eindhoven
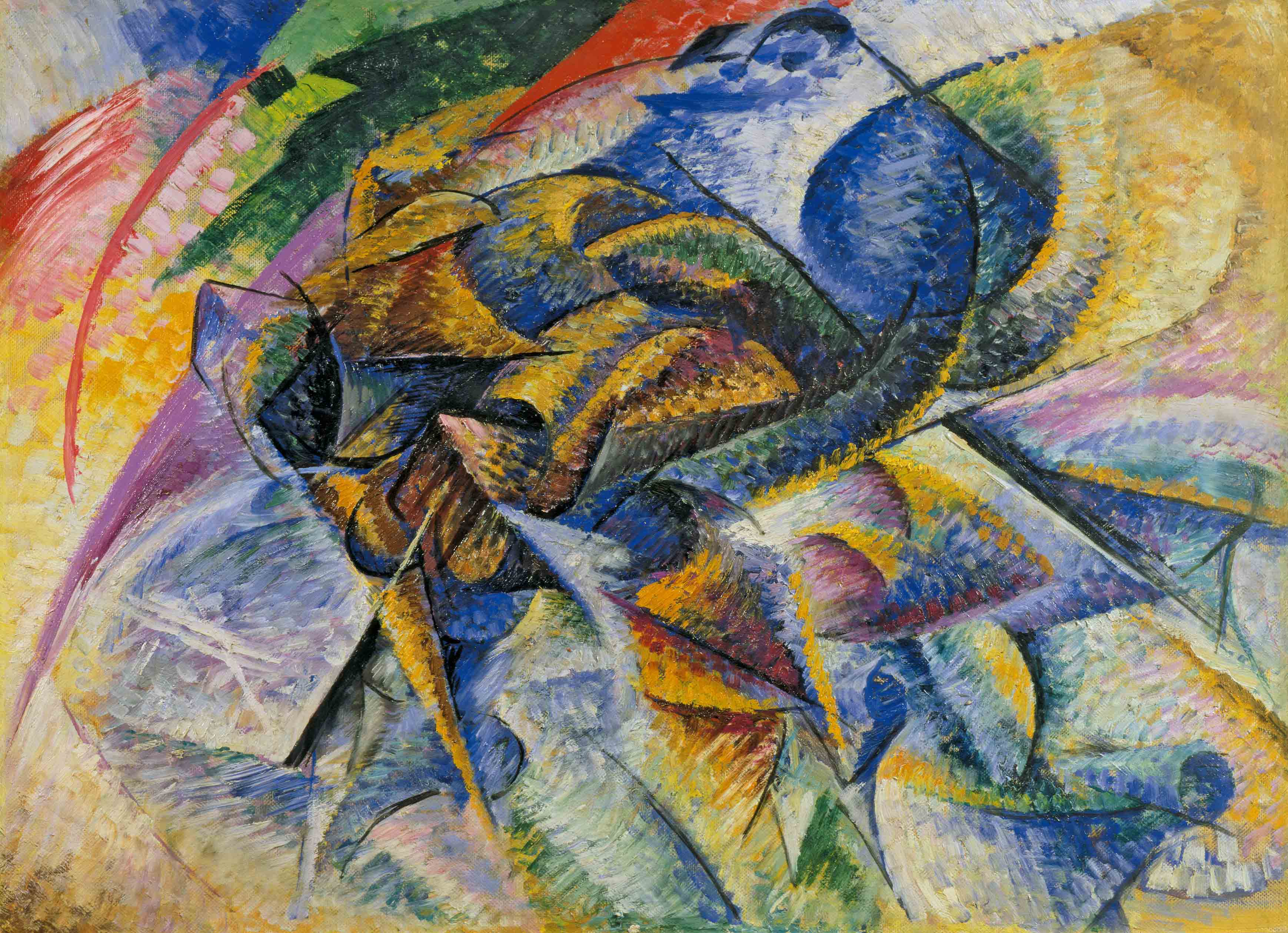
Umberto Boccioni, 1913, Dynamisme d'un cycliste, oil on canvas, 70 x 95 cm, Gianni Mattioli Collection, prêt à long terme à la Collection Peggy Guggenheim, Venise
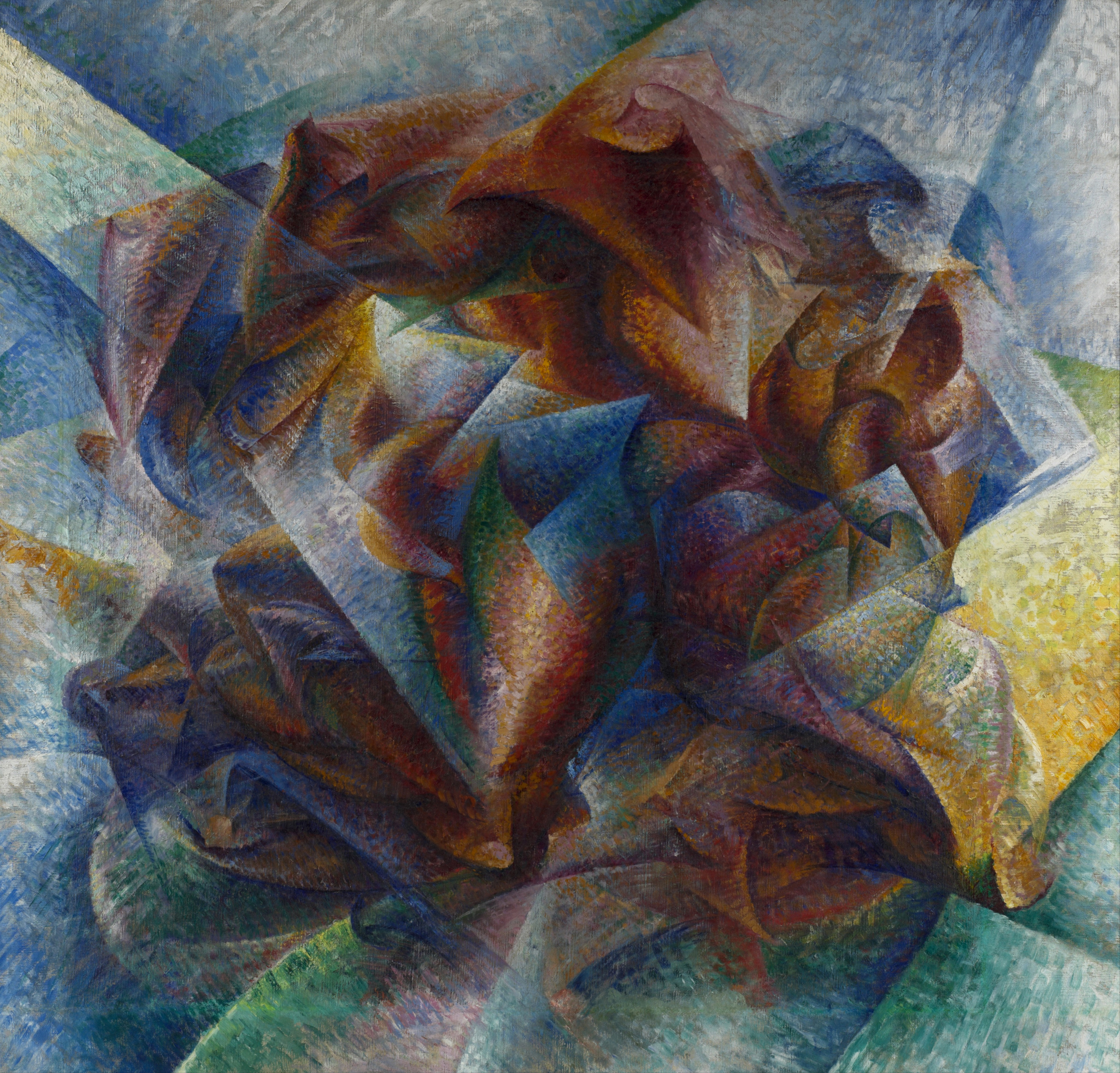
Umberto Boccioni, 1913, Dynamisme d'un footballeur, huile sur toile, 193.2 x 201 cm, Museum of Modern Art, New York
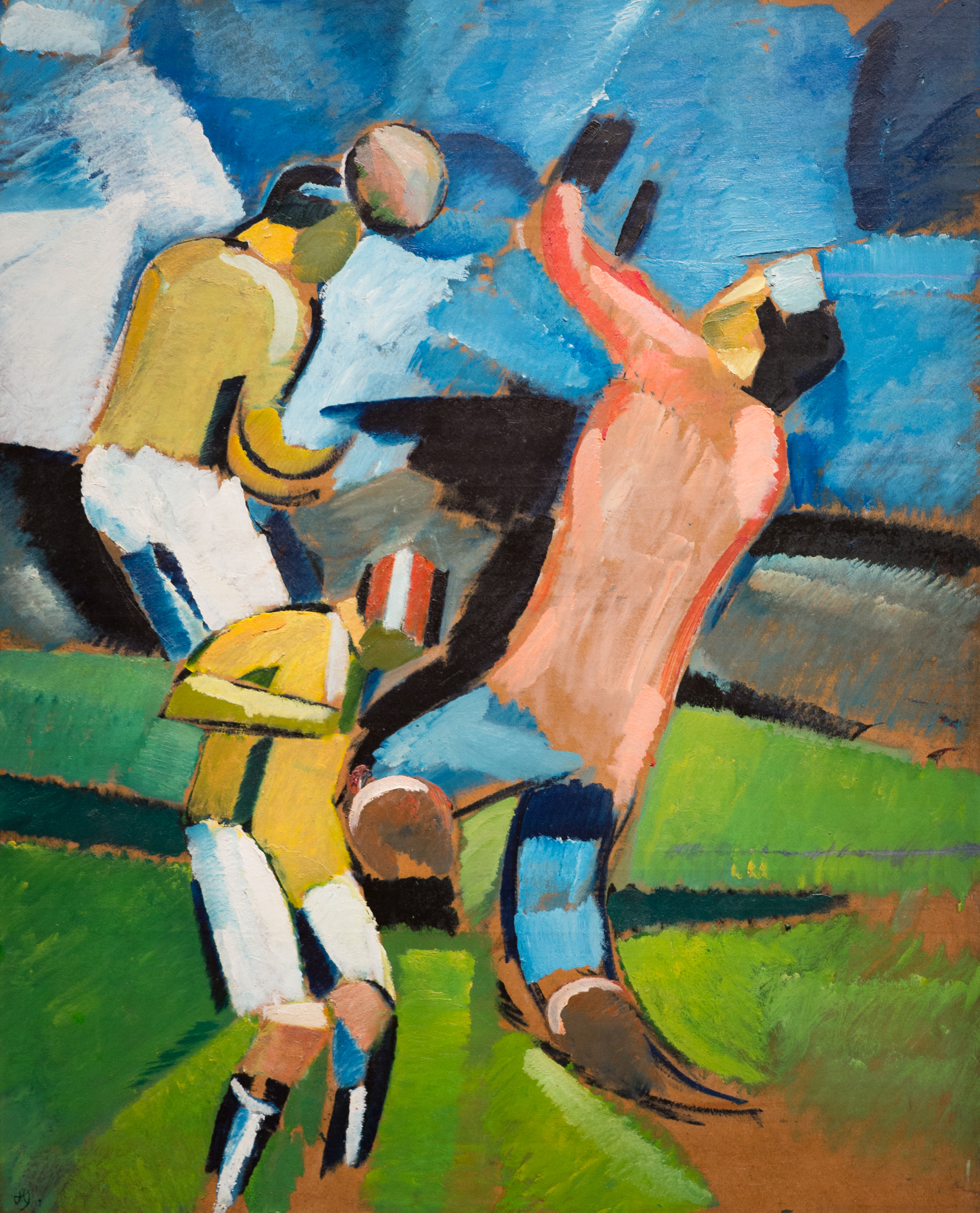
Harald Giersing, 1917, huile sur carton composite, 149.1 × 122 cm, ARoS Aarhus Kunstmuseum